# Trasmediterránea

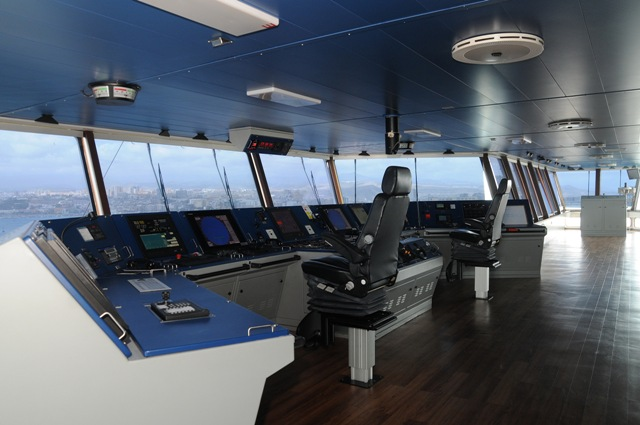
Puente de mando del buque José María Entrecanales

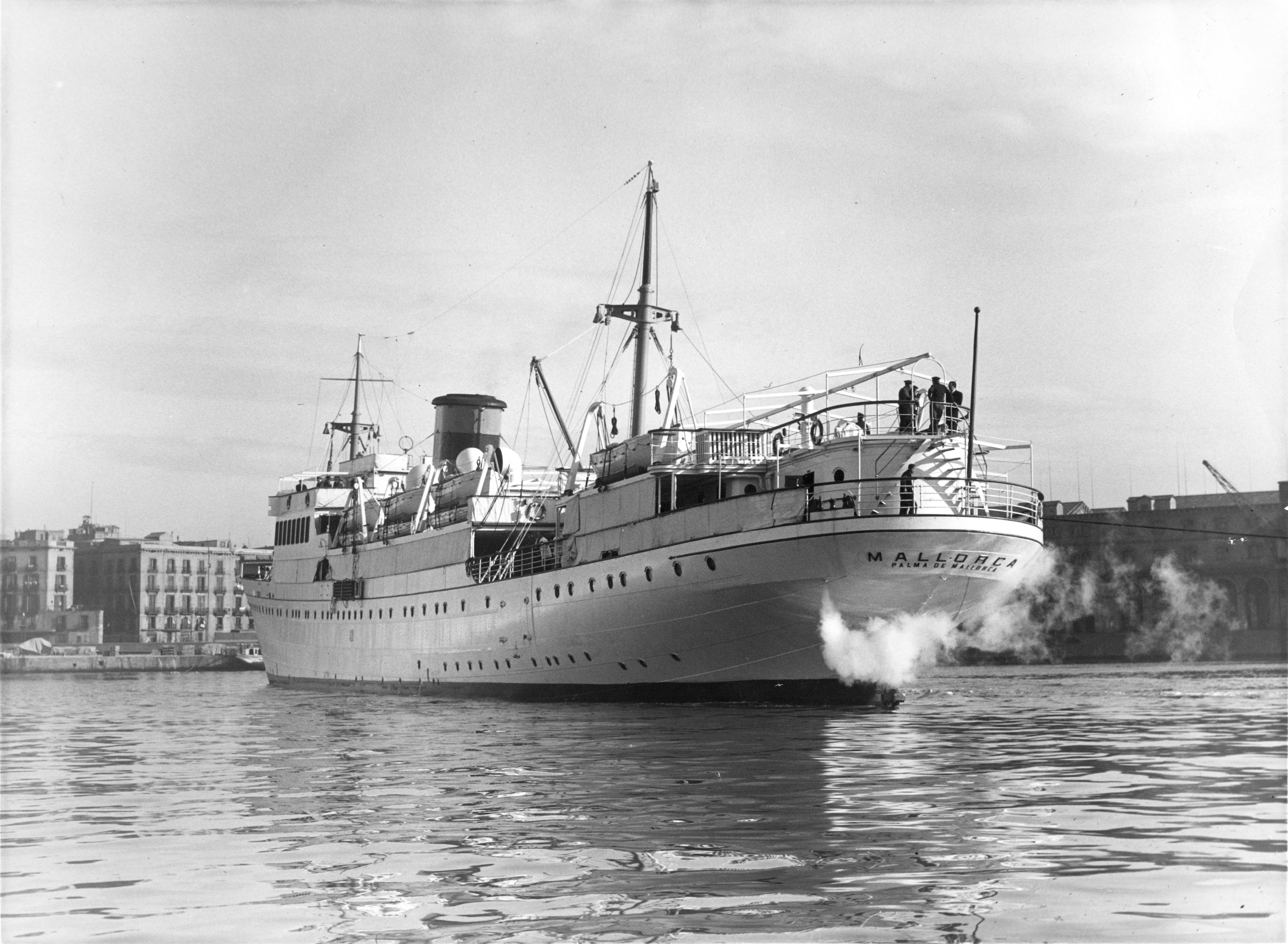
Buque histórico Mallorca

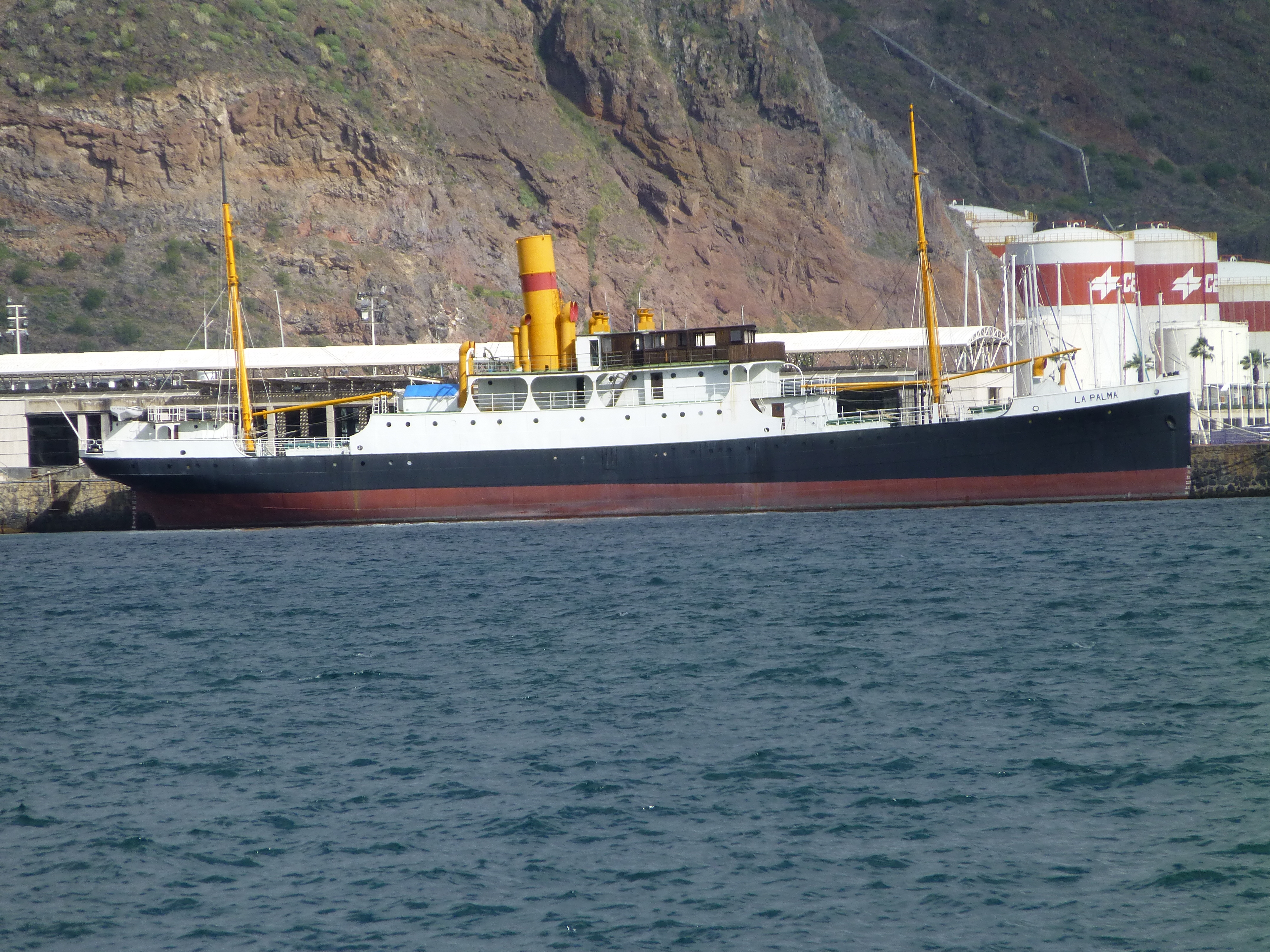
Vapor La Palma, que se conserva actualmente como buque museo.

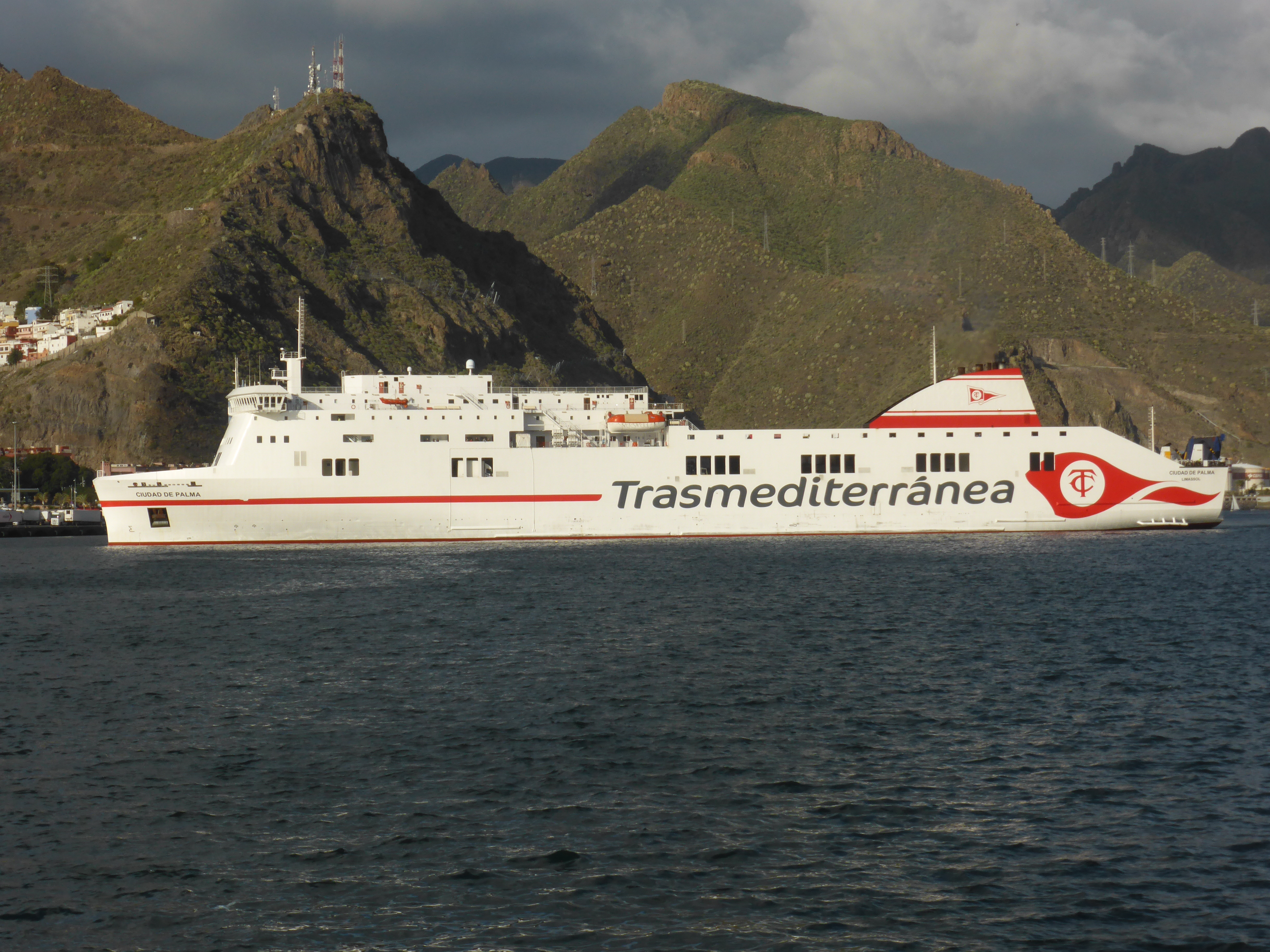
Buque Ciudad de Palma, en el puerto de Santa Cruz de Tenerife.

Trasmediterránea, cuya razón social es Compañía Trasmediterránea, S. A., es la primera empresa naviera española, perteneciente al grupo canario Naviera Armas. Desde 1917 conecta los principales puertos de la península (estrecho-sur) con la España extrapeninsular, Argelia y Marruecos.
Desde 2002 hasta 2018 su accionista principal fue Acciona, y en 2018 las acciones de Acciona pasaron al Grupo Armas convirtiéndose en su accionista mayoritario.

## Historia

### Fundación y primeros años
Fundada por Juan March, se constituye el 25 de noviembre de 1916 e inicia su actividad en 1917 con las aportaciones de flotas de distintas navieras españolas. Los objetivos fundacionales fueron aunar intereses y coordinar los servicios del transporte marítimo nacional, dar salida a la exportación de minerales y frutos españoles, y reducir servicios a los estrictamente indispensables para poder dedicar barco a las importaciones de ultramar. La sede social se ubicó en la Vía Layetana de Barcelona.
El componente de consejeros fundadores estuvo integrado por Narciso Campmany Sandiumenge, Ramón Oller Boch, Joaquín María Tintore Punyed, Enrique García Corrons, Ignacio Vilavecchia, Pedro Poggio, Vicente Antonio y Manuel Ferrer Pesset, Gonzalo de Figueroa O`Neill, José Campos Crespo, Salvador Canals, Salvador Raventós Clivilleu, Juan Izquierdo Alcaide, José María Carrau Juan, Carlos Hernández Lázaro, Francisco la Roda Matoses, Manuel García del Moral y de la mata, Ernesto Anastasio Pascual y José Juan Dómine.
En 1924 la compañía Trasmediterránea intervino en la fundación de la Unión Naval de Levante, con sede en Valencia.

### Bajo control del Estado
En 1978 se produce el paso de empresa privada a pública, con el 93,15% del capital social en la cartera del Estado a través del Instituto Nacional de Industria.
La década de los 80 viene marcada por la incorporación de la alta velocidad para pasajeros con los primeros Jet-Foil (Princesas Guayarmina y Princesa Guacimara) que revolucionaron las comunicaciones entre las dos capitales del archipiélago canario; y los Hidrofoils que navegaron también en el Estrecho.
En los años 90, comienza la construcción en los astilleros de Bazán de los primeros Fast Ferry, el barco más rápido y ligero de pasajeros y vehículos de Europa en esos años (en 1994 el Alcántara opera las líneas Tarragona-Palma, Ibiza-Palma y Valencia-Palma, y en 1996 el fast ferry Almudaina se incorpora a Barcelona-Palma).
Se produce la descentralización de la actividad de la compañía en zonas -Baleares, Sur Estrecho y Canarias-.
En 1994 el buque Don Juan comienza a hacer cruceros por el Mediterráneo occidental y por el Atlántico (Canarias, Madeira y Marruecos) a través de la compañía Schembri, del grupo Trasmediterránea.
En 1996 la compañía se certifica sobre la base de las Normas ISO 9001 de Calidad; tres años antes había obtenido la certificación del Sistema de Gestión Técnica y Seguridad de la Flota que convierte a Trasmediterránea en la primera naviera española certificada en materia de Calidad.
En 1997 se inaugura en Barcelona la primera estación marítima de la compañía, a la que seguirán las de Valencia y Las Palmas de Gran Canaria.
En el 2000 se incorporan a las líneas de Baleares los Superferries Sorolla y Fortuny, y en 2001 el buque Murillo. Comienza la incorporación de los buques más modernos de alta velocidad, los catamaranes de la serie Milenium a las comunicaciones de Baleares y Sur Estrecho, y además de pasaje y vehículos ofrecen un servicio exprés para la carga.
También a partir del año 2000 se abren nuevos mercados de pasaje y carga Almería-Nador (Marruecos) y Almería-Ghazaouet (Argelia).
El 11 de enero de 2002, Trasmediterránea resulta adjudicataria de los concursos para prestar los servicios de líneas marítimas de interés público durante los siguientes cinco años, que por primera vez se realiza por fachadas: península-Baleares, península-Canarias y península-Ceuta y Melilla.

### Acciona
En julio de 2002 la Sociedad Estatal de Participaciones Industriales (SEPI) adjudicó el 95,24 por ciento de la naviera a la oferta liderada por Acciona por un montante de 259 millones de euros.
En 2003 inició su actividad Trasmediterránea Cargo, que aporta valor añadido a la actividad tradicional de transporte marítimo, con un servicio integral “puerta a puerta” para la carga, almacenamiento y transporte por carretera que embarca en los buques de la compañía.
En 2006 Trasmediterránea alcanza la certificación ISO 14001 de Gestión Medioambiental para el transporte marítimo de pasajeros, sus vehículos y carga rodada.
En noviembre de 2006, el Milenium Tres, procedente de Tasmania, llega a Algeciras y días después se presenta en Málaga y en Melilla.
En 2009 se inaugura la nueva Terminal de Ferry de Barcelona, operada por Trasmediterránea en régimen de concesión hasta el año 2029, que da servicio a la compañía y otras navieras.
En 2010 se incorporan a la flota de carga los nuevos Roll-on Roll-off mayores del mercado, construidos en Navantia, Jose Maria Entrecanales y Super Fast Baleares.
También en 2010 se cambia la operativa del puerto de la ciudad de Tánger al nuevo puerto de Tánger-Med, reduciendo de manera considerable la travesía desde Algeciras.
En 2011 se inaugura la nueva Terminal Ro-Ro y de Pasajeros de Trasmediterránea en Cádiz.
En agosto de 2012 se crea la Unidad de Cruceros para potenciar la actividad de operador y consignatario de cruceros que la compañía desarrolla en el Puerto de Valencia donde lleva atendidos más de 3,5 millones de cruceristas en los últimos doce años.
En 2012 y 2013 se firman acuerdos con las principales agrupaciones canarias (Coplaca y Agriten) de productores de plátanos para transportar toda su producción por mar a la península y Baleares, hasta 2017. Y con Gefco para el transporte de sus vehículos a Baleares y Canarias. Se abren en 2012 las nuevas líneas de carga Sevilla-Canarias y de carga y pasaje Valencia-Ibiza. Y en 2013 se produce el cambio de logotipo.
Trasmediterránea ha sido pionera en ofrecer un billete intermodal para el transporte marítimo y por carretera. El hecho más reciente en este ámbito ha sido el acuerdo, en enero de 2014, con Movelia para integrar sus sistemas y permitir la venta desde las dos compañías de billetes combinados Autobús+Barco.
El 16 de diciembre de 2014 se nombra nuevo director general de Trasmediterránea a Mario Quero -ingeniero naval, M.B.A. por la UNED y Executive Master en ESADE- que aporta una sólida experiencia profesional y conocimiento de la compañía.
El 28 de abril de 2015 el buque fletado Sorrento que cubría su ruta habitual entre Valencia y Palma sufrió un grave incendio a bordo que obligó a evacuar todo el pasaje y tripulación. Cuando se encontraba a 18 millas de la costa de Mallorca - menos de una hora tras haber zarpado del puerto de Palma - se declaró un incendió en la cubierta número 4, destinada a carga rodada. La evacuación se produjo gracias la colaboración de Salvamento Marítimo y la naviera Baleària, la competencia directa. Los primeros barcos que acudieron fueron el Marta Mata y la Salvamar Acrux (Salvamento Marítimo) y los Ro-pax Visemar One y Puglia (Baleària), que recogieron a todos los pasajeros y tripulantes del buque incendiado llevándolos al puerto de Palma. Sólo se tuvo que lamentar 4 heridos, uno de gravedad que fue trasladado al Hospital Son Espases de Palma a través de un helicóptero Helimer de SM. Afortunadamente el incendio se pudo extinguir antes que los daños materiales al buque acabaran con el hundimiento. El buque fue remolcado inicialmente por el Clara Campoamor, uno de los mayores buques de Salvamento Marítimo que se desplazó desde Cartagena (su puerto base), hasta el puerto de Sagunto (Comunidad Valenciana), donde la naviera propietaria (el grupo Grimaldi Lines) se hizo cargo de él.

### Trasarmas
En julio de 1999 el primer recorrido del Gomera Jet se llevó a cabo entre el puerto de Los Cristianos y San Sebastián de La Gomera por la UTE Trasarmas, Unión Temporal de Empresas de Trasmediterránea y Naviera Armas.
El propósito de dicha unión era romper la supremacía, es decir, tomar la delantera, en la ruta ante Fred. Olsen Express. No obstante, no duró mucho la ruta que se le asignó a este buque, pues no era el idóneo para su servicio (julio de 1990 - febrero de 2000).
El flete del Gomera Jet no terminó siendo la mejor opción. Incluso en el corto tiempo que anduvo en servicio entre los dos puertos canarios, hubo una avería en uno de sus cuatro motores        MTU 20V1163TB73L. Debido al daño en el motor, se supo que el ferry no tenía futuro, al menos en su ruta.
Construido en 1995 en los astilleros Mjellen & Karlsen Verft A/S, de Bergen y desde su botadura se llamó Kattegat y permaneció con la bandera danesa. Un año más tarde se le renombraría a Berlin Express con el mismo abanderamiento. No fue hasta el 1999 cuando Trasarmas fletó el buque para la ruta insular y cambió su nombre a Gomera Jet en conmemoración a la isla la cual viajaría. Al finalizar el chárter por la naviera canaria, recuperó su anterior nombre (Berlin Express). En julio del 2000, cinco meses después de la finalización de su flete, fue vendido a intereses griegos, recibiendo el nombre Jet Ferry 1 hasta su desguace en Aliağa, Turquía, tras varios años varado en el puerto de El Pireo.
Con una eslora de 95,00m, manga de 17,40m, calado de 3,65m y velocidad de servicio de 32kts y máxima de 35kts. Su gran maniobrabilidad se debía a sus cuatro hélices tipo waterjet. Tenía capacidad para 544 pasajeros y 160 coches.

El Gomera Jet bajo el nombre de Jet Ferry 1 en el puerto de El Pireo.

Este buque estuvo destinado a la ruta Grenaa - Hundesteden Dinamarca. En 1995, el antiguo Gomera Jet tomó delantera en dicha ruta al Djursland II, el cual fue renombrado posteriormente a Benchijigua, con Fred. Olsen Express (en aquel entonces Ferry Gomera) cubriendo la línea a la aislada isla de La Gomera.

### Naviera Armas
El 25 de octubre de 2017 Naviera Armas compró, por 260 millones de euros, el 92,71% de las acciones de Trasmediterránea, que eran propiedad de Acciona. Además tuvo que hacer frente a una deuda de 127 millones que arrastraba la compañía. El 23 de mayo de 2018 la Comisión Nacional de los Mercados y la Competencia aprobó la venta de dichas acciones, y el Grupo Armas (Naviera Armas) pasó a ser su accionista mayoritario, cambiando su logo.
Al mismo tiempo, la compañía abandonó el mar que le da nombre, vendiendo las rutas entre la península y Baleares a Gruppo Grimaldi, que las explota bajo la marca Trasmed.

## Conexiones y rutas (tras su unión con Naviera Armas)
Trasmediterránea realiza rutas en las franjas de Canarias y Sur-Estrecho. Tras la compra por parte de Armas, las rutas entre la península y Baleares fueron vendidas a Gruppo Grimaldi, que opera bajo la marca Trasmed.
NA: Naviera Armas.                                                                                                                          TM: Trasmediterránea.

### Canarias
- Las Palmas de Gran Canaria → Morro Jable (TM)
- Las Palmas de Gran Canaria → Puerto del Rosario (TM / NA)
- Las Palmas de Gran Canaria → Arrecife (NA)
- Las Palmas de Gran Canaria → Santa Cruz de Tenerife (NA)

- Santa Cruz de Tenerife → Las Palmas de Gran Canaria (TM / NA)
- Santa Cruz de Tenerife → Santa Cruz de La Palma (TM)
- Santa Cruz de Tenerife → Huelva (NA)
- Conexión con El Hierro y La Gomera, normalmente, cuando hay temporal de resaca en el puerto sur-tinerfeño (NA)

- Los Cristianos → Valverde (NA)
- Los Cristianos → San Sebastián de La Gomera (NA)
- Los Cristianos → Santa Cruz de La Palma (NA)

- Valverde → Los Cristianos (NA)

- San Sebastián de La Gomera → Los Cristianos (NA)

- Santa Cruz de La Palma → Los Cristianos (NA)
- Santa Cruz de La Palma → Santa Cruz de Tenerife (TM)

- Morro Jable → Las Palmas de Gran Canaria (TM)

- Puerto del Rosario → Las Palmas de Gran Canaria (TM / NA)
- Puerto del Rosario → Arrecife (TM)

- Corralejo → Playa Blanca (NA)

- Playa Blanca → Corralejo (NA)

- Arrecife → Puerto del Rosario (TM)
- Arrecife → Las Palmas de Gran Canaria (NA)
- Arrecife → Cádiz (TM)

### Sur-Estrecho
- Algeciras → Ceuta (TM)
- Algeciras → Tánger Med (NA)
- Motril → Alhucemas (Al Hoceima) (NA)
- Motril → Nador (NA)
- Alhucemas (Al Hoceima) → Motril (NA)
- Almería → Ghazaouet (NA)
- Almería → Melilla (NA)
- Almería → Nador (TM)
- Almería → Orán (TM)
- Ceuta → Algeciras (TM)
- Tánger Med → Algeciras (NA)
- Ghazaouet → Almería (NA)
- Málaga → Melilla (TM)

- Melilla → Málaga (TM)

- Melilla → Almería (NA)
- Nador → Almería (TM)
- Nador → Motril (NA)
- Orán → Almería (TM)

## Flota

### Fast Ferries
- Ciudad de Ceuta (ex. "Milenium Dos")

El catamarán de alta velocidad "Villa de Agaete".

- Villa de Agaete (ex. "Alborán")Archivo:Transmediterranea.jpgEl catamarán de alta velocidad "Villa de Agaete".

### Superferries
- Fortuny (ex. "Ciudad Autónoma de Melilla")

### Ferries
- Juan J. Sister
- Ciudad de Málaga
- Almariya
- Ciudad de Valencia
- Ciudad de Ibiza (antiguo "Super Fast Galicia" y ex. "Atalaya de Alcudia")

### Buques de carga
- Villa de Tazacorte (ex. "José María Entrecanales")

### Buques retirados
- Nura Nova, fletado en 2017 para la línea Ciudadela (Menorca) - Alcudia (Mallorca), en la que ya operó desde 1998 con la naviera Iscomar, fletado por Trasmediterránea. Vendido a Gestour en 2019.
- Ciudad de Cádiz (ex. "Albayzin"), vendido en 2019 a Euromed (Gruppo Grimaldi).
- Ciudad de Palma (ex. “Dimonios”) , vendido en 2021 a Trasmed (Gruppo Grimaldi).
- Ciudad de Mahón (ex. "Zurbarán"), vendido en 2021 a Trasmed (Gruppo Grimaldi). Actualmente, desde 2022, navega bajo el nombre de "Isle of Inisheer" en propiedad de Irish Continental Group PLC.
- Ciudad de Granada (ex. Sorolla), vendido a Trasmed (Gruppo Grimaldi).
- Almudaina y Almudaina Dos. El Almudaina fue vendido en 2008 a Marcia Shipholding Ltd. y renombrado por esta a "San Valentín". Varios artículos en Internet indican que el Almudaina Dos fue vendido a una naviera griega, "Horizon Sea Lines" y bautizado como "Santa Irini". Esta información no es segura con totalidad.
- Alcántara y Alcántara Dos, ambos retirados. El buque inicial (Alcántara) fue vendido a la naviera surcoreana Sea World Express Ferry en 2012 hasta 2015. En cambio, el Alcántara Dos permanece varado en el Puerto de Almería, por lo cual, sigue bajo manos del grupo Armas-Trasmediterránea.
- Villa de Teror, vendido en 2021 al Gobierno de Canadá como buque sustituto al obsoleto "Madeleine", por lo cual ahora navega bajo "Madeleine II".
- Las Palmas de Gran Canaria, vendido en 2024 a Siremar (grupo Caronte & Tourist)
- Super Fast Levante
- Super Fast Baleares
- Existen más buques retirados de la compañía, pero esos son los más conocidos durante toda la historia de la compañía.

## Libreas
Según la propiedad de la empresa y la imagen corporativa correspondiente, los buque han tenido diferentes libreas

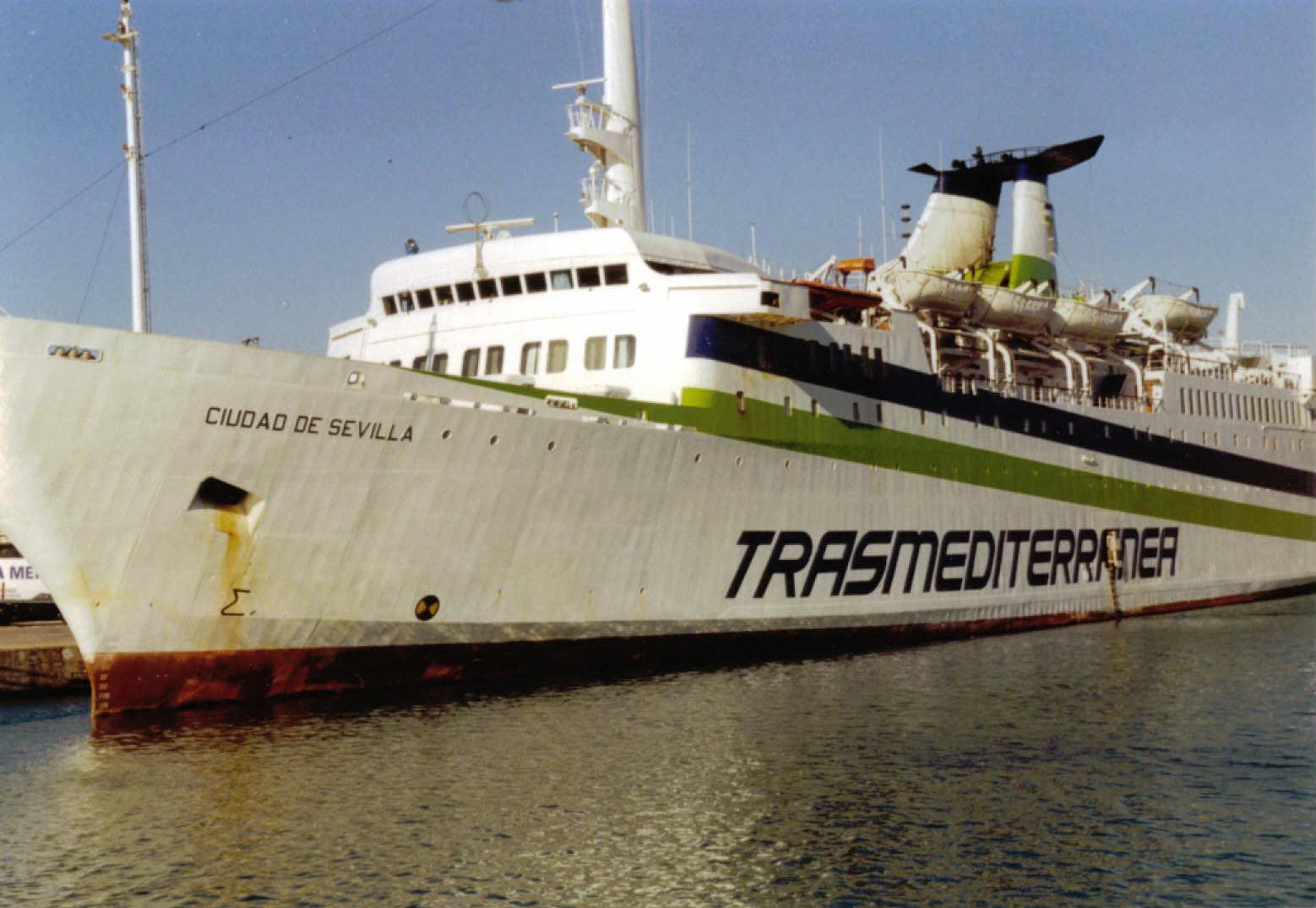
Librea de Trasmediterránea, cuando la naviera operaba por sí misma. En foto, el Ciudad de Sevilla.
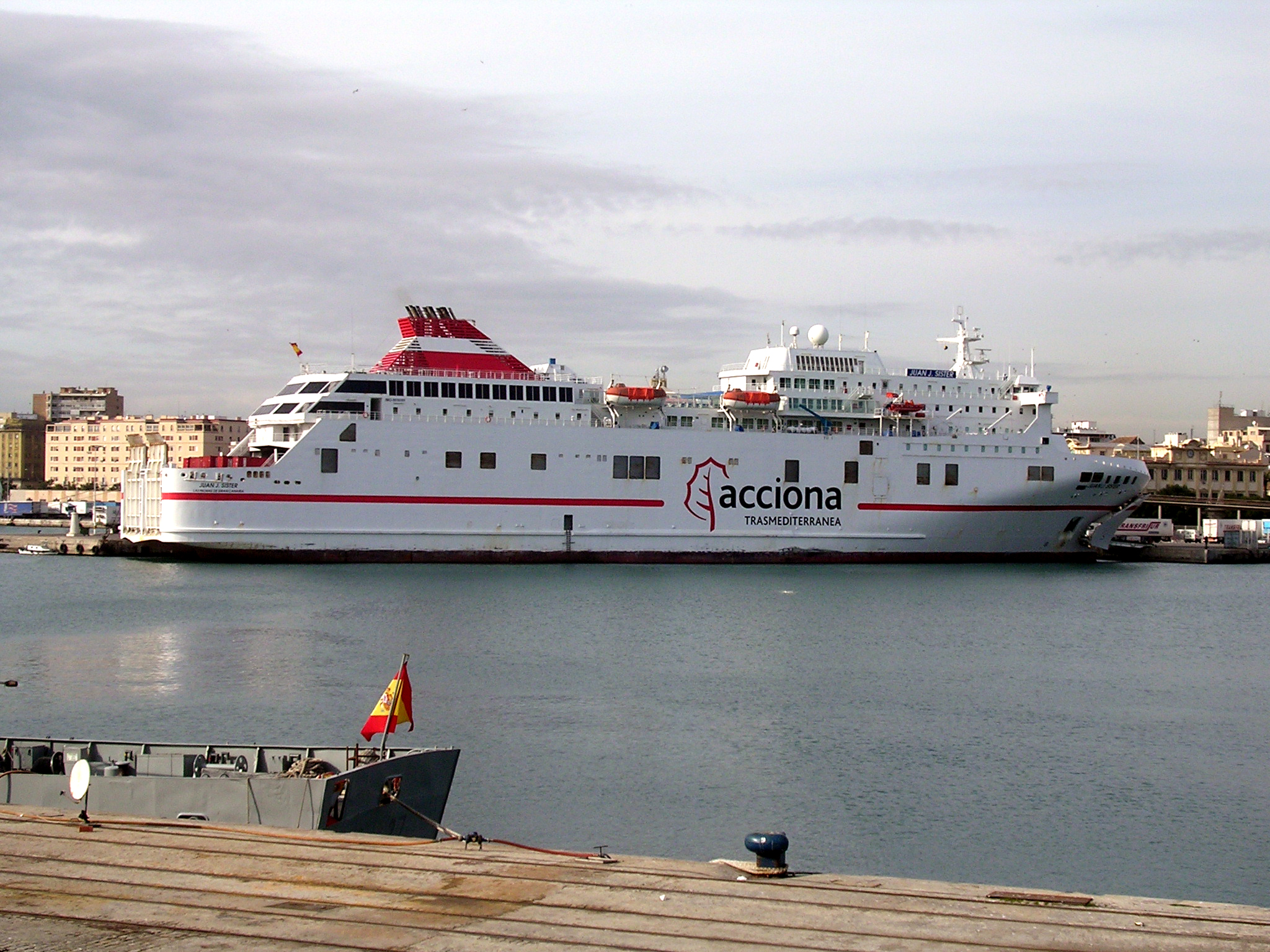
Librea de Acciona-Transmediterránea cuando Acciona tenía a Trasmediterránea en su propiedad. En foto, el Juan J. Sister.
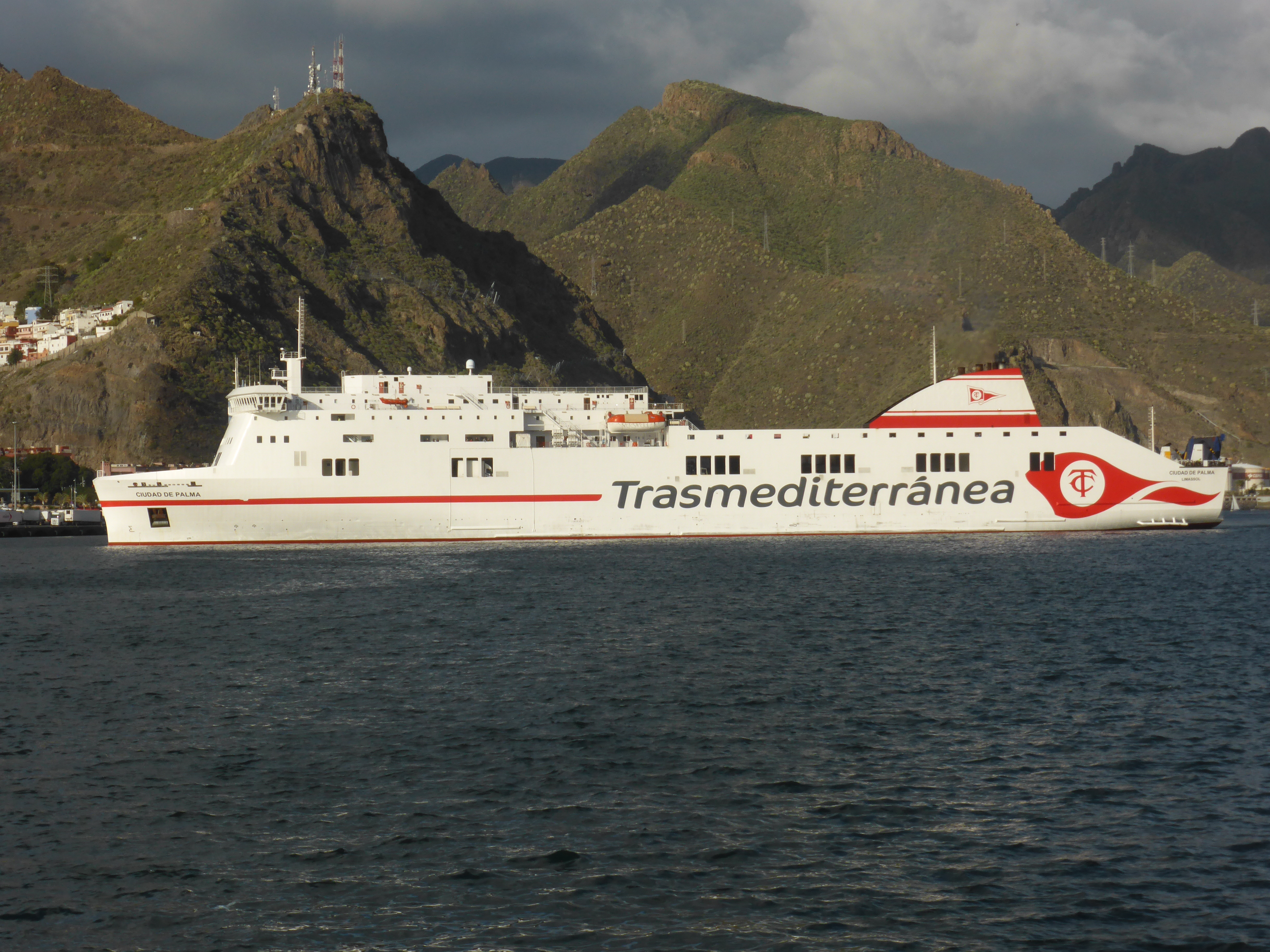
Librea de Armas-Trasmediterránea, tras su adquisición por parte de la canaria en el 2017. En foto, el Ciudad de Palma.
Librea de Trasarmas, unión temporal de Naviera Armas y Trasmediterránea para romper la supremacía de la noruega-canaria Fred. Olsen Express en la ruta Los Cristianos - San Sebastián de La Gomera. En foto, el Gomera Jet.Librea de Trasarmas, unión temporal de Naviera Armas y Trasmediterránea para romper la supremacía de la noruega-canaria Fred. Olsen Express en la ruta Los Cristianos - San Sebastián de La Gomera. En foto, el Gomera Jet.